# Mani Kaul
Mani Kaul (Jodhpur, Rajasthan, 25 de dezembro de 1944 - Gurgaon, Haryana, 6 de Julho de 2011) foi um diretor de cinema indiano da Hindi films.
Graduou-se no Instituto de Cinema e Televisão da Índia (Film and Television Institute of India - FTII), onde foi aluno de Ritwik Ghatak e mais tarde também tornou-se professor. Começou sua carreira com  filme Uski Roti (1969), que lhe rendeu o Filmfare Critics Award for Best Movie. Ganhou o Prêmio Nacional de Cinema de Melhor Direção em 1974 para o filme Duvidha e mais tarde o Prêmio Nacional de Cinema para o documentário, Siddheshwari em 1989. Em 2011 morreu vítima de câncer.